# Лас Естреяс
Лас Естреяс (на испански: Las Estrellas – в превод: Звездите), известен преди с името Канал де лас Естреяс (Canal de las Estrellas – в превод: Канал на звездите), е мексикански телевизионен канал, собственост на Група Телевиса. Първото му официално излъчване е на 21 март 1951 г. Излъчва се с отворен сигнал на цялата мексиканска територия чрез мрежа от 129 собствени излъчващи станции, 2 свързани станции и 1 многопрограмна излъчваща станция.
Счита се за телевизионния канал с най-висока аудитория в Мексико и е основният канал на Телевиса. Това е най-старата мексиканска национална телевизия, тъй като нейната станция, XEW-TV, е втората най-стара станция в Мексико след XHTV-TDT. Програмата се състои основно от теленовели, телевизионни състезания, комедийни предавания, спортни и новинарски предавания. През уикендите излъчва филми, риалити шоута, детски програми, специални събития (концерти, награди) и последни епизоди на актуалните теленовели. В допълнение към това през почивните дни се излъчват важни мексикански футболни мачове, а в някои случаи се излъчват и боксови срещи. През май 2017 г. е добавена тенденцията за стрийминг на международни филми.

## История
XEW-TV възниква като производно на успешната радиостанция XEW (която продължава да се излъчва и днес), подражавайки на това, което американските телевизионни оператори, Ен Би Си и Си Би Ес, правят със стартирането на телевизията.
Каналът започва излъчването си на 21 март 1951 г., като това е едва втората концесия за телевизия в Мексико, предшествана само от Канал 4 XHTV. Концесията отива при компания Телевимекс, собственост на Емилио Аскарага Видаурета.
Първото излъчване е на бейзболна среща от град Мексико. Екипът на предаването се състои от: Роберто Де ла Роса (оператор), Роберто Кени (продуцент), Херман Адалид (асистент) и Педро Септиен „Ел маго“ (коментатор).
Канал 2, което е първото име на телевизията, първоначално се помещава в Телевисентро, много близо до историческия център на мексиканската столица.
През 1985 г. името Ел Канал де лас Естреяс се ражда заради репертоара на актьори, актриси и известни личности, които се появиха в него. През 1997 г., след смъртта на Емилио Аскарага Милмо, са извършени няколко преструктурирания и с тях образът на канала се променя.
През август 2016 г. Телевиса обявява, че ще бъде извършено преструктуриране на канала, включително промяна на името му, като новото е Лас Естреяс, а заедно с това изцяло се променя и логото му. Тези промени идват с промяна на лентата с новини. Преструктурирането се извършва на 22 август същата година в 02:20 ч. В същия ден има различни промени, включително нови водещи, нови програми и нови часове, всичко това заедно новото лого и името на канала.

## Слогани
- 1972-1985: Телевизионна система ... Връзка със света
- 1986-1989: Работя за теб!
- 1990-1991: Глас и образ на Латинска Америка
- 1997-2005: Ние сме с Вас
- 2005-2016: Нашият канал
- От 2016: Трябва да го видиш със звездите

## Лого
- Лого на Canal 2 от 1968 до 1973 г.
- Лого на
Canal de las estrellas от 1997 до 2012 г.
- Лого на
Canal de las Estrellas от 2012 до 2016 г.
- Лого на Las Estrellas от 2016 г.